# Tinca tinca
A tenca (nome científico: Tinca tinca) é um peixe de água doce da ordem Cypriniformes e da família Cyprinidae (ciprinídeos). É a única espécie do género Tinca. Embora excecionalmente possa chegar a viver 20 anos e pesar 3,5 e 4 kg, o tamanho médio da tenca é de 25 a 30 cm. O corpo é alargado e o pedúnculo caudal curto e alto. A coloração varia do esverdeado a pardo, dependendo do meio onde viva. A textura do tegumento é mais mucosa do que escamosa.

## Características
Habita o fundo de águas pouco movimentadas temperadas, de preferência em charcos e albufeiras, mas também se pode encontrar em zonas de com alguma corrente, como rios, apesar de que evitar os locais de corrente forte. É pouco gregário, podendo viver em pequenos grupos ou solitariamente.
É uma espécie omnívora, que se alimenta sobretudo de insetos aquáticos, moluscos bilvalves e gastrópodes. Não tem estômago, estando a boca diretamente ligada ao intestino, o qual mede aproximadamente 1,2 vezes mais do que o comprimento do corpo. É um peixe muito musculado, com uma grande barbatana caudal, que indica uma grande agilidade natatória.
Requer muita vegetação nas margens, que usa para se abrigar. Tem uma grande tolerância à baixa qualidade da água, nomeadamente a baixa oxigenação, o que a torna uma espécie muito apta para a criação em tanques.
A tenca apresenta dimorfismo sexual — as barbatanas peitorais dos machos teem os raios mais grossos que os da fêmea e engrossam no ponto de inserção da barbatana.
É um peixe muito comum, que se distribue pela maior parte da Europa. Embora a sua origem seja europeia, a sua popularidade para pesca desportiva provocou a sua introdução em cursos de água da Austrália, Nova Zelândia, África, América do Norte, sudeste asiático e, mais recentemente, Brasil.

## Aquacultura
É uma espécie muito interessante para aquacultura  — segundo a Organização de Produtores Piscicultores, a produção europeia do ano 2000 alcançou quase 1 500 toneladas, correspondendo 70,4% (700 t) à França, 16,1% (160 t) à Espanha e 12% à Alemanha (116 t).
A criação de tencas é praticada em Espanha desde a Idade Média e ainda há locais onde os métodos de criação são os mesmos desde há três séculos. É um peixe muito popular na generalidade dos mercados europeus, mas principalmente na região espanhola da Estremadura. Há referências históricas sobre a predileção por tencas do imperador Carlos V (r. 1519–1556).